# Centro de Estudios Internacionales
El Centro de Estudios Internacionales (CEI) es un centro de estudios de El Colegio de México dedicado a las ciencias políticas y relaciones internacionales en México. Realiza actividades de investigación y divulgación como la publicación de la revista Foro Internacional, seminarios, congresos, debates, publicación y presentaciones de libros especializados en política y relaciones internacionales.
Las principales líneas de generación y transmisión de conocimiento del CEI cubren ahora todo el campo de la ciencia política contemporánea: la política comparada, las relaciones internacionales, la administración pública y la teoría política. En el área de la docencia, el Centro ofrece dos licenciaturas: Licenciatura en Relaciones Internacionales y Licenciatura en Política y Administración Pública, así como dos programas de posgrado: Maestría en Ciencia Política y Doctorado en Ciencia Política.

## Historia
Fue fundado en 1961 por Daniel Cosío Villegas para la formación de profesionistas y especialistas en política exterior.
Mario Ojeda invitó a varios profesores renombrados a impartir cursos. En 1965 Ruy Mauro Marini se exilia en México. Ojeda lo invita a dar clases de historia diplomática latinoamericana. Colaboró en la Revista Foro Internacional como miembro de su consejo editorial y como autor. Realizó un seminario de lectura de El Capital en su casa, a la que asistían estudiantes de El Colegio y la UNAM.
En 2004 los estudiantes fundaron la Revista Ágora, dicha revista tiene el objetivo de difundir los debates universitarios y dar espacio al intercambio de ideas. En 2013 los estudiantes de licenciatura fundaron el Seminario Permanente de Política Exterior, actualmente Seminario Permanente de Estudios Internacionales (SEPEI). Dicha iniciativa tiene el objeto de analizar asuntos de la realidad internacional. En 2014 se fundó el Seminario de Violencia y Paz, coordinado por el Doctor Sergio Aguayo. Su objetivo es entender las dinámicas de violencia en el México contemporáneo desde distintas perspectivas. En 2016 se fundó el Seminario Permanente de Política y Administración Pública, dedicado al análisis de la realidad política mexicana.

## Directores del Centro
- Mario Ojeda 1962-1968
- Roque González Salazar 1968-1972
- Rafael Segovia 1972-1977
- Lorenzo Meyer 1977-1981
- Rafael Segovia 1981-1984
- Blanca Torres 1984-1990
- Soledad Loaeza 1991-1993
- Ilán Bizberg 1993-1996
- Celia Toro 1997-2002
- María del Carmen Pardo 2003-2005
- Gustavo Vega Cánovas 2006-2011
- Ana Covarrubias 2012-2017
- Jean-François Prud'homme 2017-2023.
- Fernanda Somuano 2023-actualidad.

## Foro Internacional
Fundada por Daniel Cosío Villegas en 1960. El objetivo fundamental de la revista es difundir contenidos inéditos sobre el análisis de fenómenos políticos actuales, históricos, nacionales, regionales e internacionales desde diferentes enfoques disciplinarios y metodológicos. Aparece de manera trimestral en enero, abril y octubre y se apega a los criterios internacionales de calidad, periodicidad y disponibilidad en línea.
La revista Foro Internacional es una publicación de nivel internacional, cuenta con textos en español de destacados académicos, diplomáticos y funcionarios públicos sobre política y relaciones internacionales. Han publicado en ella Alonso Lujambio, Ludolfo Paramio, Alejandro Portes, Ángel Viñas, Heraldo Muñoz, Carlos Moneta, Roderic Ai Camp, Miguel Basáñez Ebergenyi, Francisco Rojas Aravena, David Ibarra Muñoz, Alain Rouquié, Abraham Lowenthal, Lawrence Whitehead, José Miguel Insulza, Amando de Miguel, Marcos Kaplan Efron, Alberto de la Hera, Jorge Bustamante Fernández, Manuel Antonio Garretón, Luis Ángel Rojo, Jorge Castañeda Gutman, Wayne Cornelius, Jacques Lévesque, Antonio Gómez Robledo, Atilio Borón, Helio Jaguaribe, Luis Maira, Manuel Tello Macías, Fernando Pérez Correa, Celso Lafer, Roger Kanet, Robert W. Cox, Joseph Nye, Carlos Westendorp, Guy Peters, Andrew Hurrell, Jean-Luc Domenach,  Joan Subirats, Guy Hermet, Friedrich Kratochwil, Ian Shapiro. 
Directores de Foro Internacional
- Daniel Cosío Villegas
- Francisco Cuevas Cancino
- Mario Ojeda
- Rafael Segovia
- Roque González Salazar
- Rosario Green
- Olga Pellicer
- Blanca Torres
- Lorenzo Meyer
- Esperanza Durán
- Bernardo Mabire
- Soledad Loaeza
- María Celia Toro
- Francisco Gil Villegas
- María del Carmen Pardo
- Carlos Alba
- Reynaldo Ortega
- Juan Olmeda